# Lijst van voetbalinterlands Equatoriaal-Guinea - Guinee-Bissau
Deze lijst van voetbalinterlands is een overzicht van alle officiële voetbalwedstrijden tussen de nationale teams van Equatoriaal-Guinea en Guinee-Bissau. De Afrikaanse landen speelden tot op heden drie keer tegen elkaar. De eerste ontmoeting, een vriendschappelijke wedstrijd, werd gespeeld op een onbekende locatie in Lissabon (Portugal) op 10 augustus 2011. Het laatste duel, een groepswedstrijd tijdens de Afrika Cup 2023, vond plaats op 18 januari 2023 in Abidjan (Ivoorkust).

## Wedstrijden
| № | Plaats   | Datum            | Competitie        | Wedstrijd                          | Uitslag |
| - | -------- | ---------------- | ----------------- | ---------------------------------- | ------- |
| 1 | Lissabon | 10 augustus 2011 | Vriendschappelijk | Equatoriaal-Guinea – Guinee-Bissau | 1 – 4   |
| 2 | Óbidos   | 23 maart 2022    | Vriendschappelijk | Guinee-Bissau − Equatoriaal-Guinea | 3 − 0   |
| 3 | Abidjan  | 18 januari 2024  | Afrika Cup 2023   | Equatoriaal-Guinea − Guinee-Bissau | 4 − 2   |

## Samenvatting
| Competitie        | Totaal gespeeld | Winst Equat.-Guinea | Gelijk | Winst Guinee-Bissau | Doelsaldo Equat.-Guinea – Guinee-Bissau |
| ----------------- | --------------- | ------------------- | ------ | ------------------- | --------------------------------------- |
| Afrika Cup        | 1               | 1                   | 0      | 0                   | 4 − 2                                   |
| Vriendschappelijk | 2               | 0                   | 0      | 2                   | 1 − 7                                   |
| Totaal            | 3               | 1                   | 0      | 2                   | 5 – 9                                   |

FEF · A-internationals · Selecties · Equatoriaal-Guinees vrouwenelftal
1970 – 1979 · 
1980 – 1989 · 
1990 – 1999 · 
2000 – 2009 · 
2010 – 2019 ·
2020 − 2029
1975 · 
1976 · 
1977 · 
1978 · 1979 · 1980 · 
1981 · 
1982 · 1983 · 
1984 · 
1985 · 
1986 · 
1987 · 
1988 · 
1989 · 
1990 · 
1991 · 1992 · 1993 · 1994 · 1995 · 1996 · 1997 · 
1998 · 
1999 · 
2000 · 
2001 · 
2002 · 
2003 · 
2004 · 
2004 · 
2005 · 
2006 · 
2007 · 
2008 · 
2009 · 
2010 · 
2011 · 
2012 · 
2013 · 
2014 · 
2015 · 
2016 · 
2017 ·
2018 ·
2019 ·
2020 ·
2021 ·
2022 ·
2023 ·
2024
Algerije ·
Andorra ·
Angola ·
Benin ·
Botswana ·
Burkina Faso ·
Cambodja ·
Centraal-Afrikaanse Republiek ·
Congo-Brazzaville ·
Congo-Kinshasa ·
Djibouti ·
Egypte ·
Estland ·
Gabon ·
Gambia ·
Ghana ·
Guinee ·
Guinee-Bissau ·
Ivoorkust ·
Kaapverdië ·
Kameroen ·
Kenia ·
Kosovo ·
Libanon ·
Liberia ·
Libië ·
Madagaskar ·
Malawi ·
Mali ·
Marokko ·
Mauritanië ·
Mauritius ·
Namibië ·
Niger ·
Nigeria ·
Rwanda ·
Saoedi-Arabië ·
Sao Tomé en Principe ·
Senegal ·
Sierra Leone ·
Soedan ·
Spanje ·
Tanzania ·
Togo ·
Tsjaad ·
Tunesië ·
Zambia ·
Zuid-Afrika ·
Zuid-Soedan
FFGB · 
Guinee-Bissaus vrouwenelftal
Interlands
Tegenstander:
Algerije ·
Angola ·
Benin ·
Botswana ·
Burkina Faso ·
Centraal-Afrikaanse Republiek ·
Congo-Brazzaville ·
Djibouti ·
Egypte ·
Equatoriaal-Guinea ·
Ethiopië ·
Gabon ·
Gambia ·
Ghana ·
Guinee ·
Ivoorkust ·
Kaapverdië ·
Kameroen ·
Kenia ·
Liberia ·
Mali ·
Marokko ·
Mauritanië ·
Mozambique ·
Namibië ·
Nigeria ·
Oeganda ·
Sao Tomé en Principe ·
Senegal ·
Sierra Leone ·
Soedan ·
Swaziland ·
Togo ·
Zambia ·
Zuid-Afrika